# Манифест на АСНОМ
Манифестът на Антифашисткото събрание за народно освобождение на Македония от 2 август 1944 година на практика вкарва новосформираната Народна република Македония в рамките на Титова Югославия.
Манифестът е подписан от всички 11 членове на Главния щаб на Народоосвободителната армия и партизанските отряди на Македония: Цветко Узуновски, Михайло Апостолски, Методи Андонов - Ченто, Хамди Дема, Страхил Гигов, Венко Марковски, Петре Пирузе, Иван Танев, Никола Минчев, Елисие Поповски и Кузман Йосифовски.
Сред критиците на манифеста са Димче Зографски и други.
- Първа страница
- Втора страница
- Трета страница